# Лучина (Јајце)
Лучина је насељено место у Босни и Херцеговини у општини Јајце. Административно припада Федерацији Босне и Херцеговине, односно њеном Средњобосанском кантону. Према попису становништва из 2013. у насељу је било 142 становника, а већинску популацију у насељу чинили су Хрвати.

## Становништво
По последњем службеном попису становништва из 2013. године у насељу Лучина живело је 142 становника, а село је било етнички хомогено са већинском хрватском популацијом.
| Националност | 2013. | 1991.        | 1981.        | 1971. |
| Бошњаци      | —     | 0            | 0            | —     |
| Хрвати       | —     | 172 (100,0%) | 144 (97,30%) | —     |
| Срби         | —     | 0            | 0            | —     |
| Југословени  | —     | 0            | 4 (2,70%)    | —     |
| Укупно       | 142   | 172          | 148          | —     |